# Emma Louise
Emma Louise, all'anagrafe Emma Louise Lobb (Cairns, 16 luglio 1991), è una cantautrice australiana.
Ha raggiunto la notorietà internazionale nel 2013 con My Head Is a Jungle, remix di Wankelmut del suo singolo Jungle, uscito due anni prima.

## Biografia
Ha debuttato nel 2011 con il singolo Jungle, che ottenne un buon successo in Francia dove raggiunse il terzo posto in classifica, e supportando il gruppo indie rock Boy & Bear. Nello stesso anno ha pubblicato l'EP di debutto Full Hearts and Empty Rooms.
Ha raggiunto la notorietà internazionale nel 2013 grazie ad un remix del suo singolo d'esordio, realizzato insieme al disc jockey Wankelmut e intitolato My Head Is a Jungle, che ha raggiunto la popolarità in tutta Europa e che le ha permesso di essere nominata agli ARIA Awards nel 2013 come "Miglior artista femminile" e vincere numerosi premi al Queensland Music Award. Nello stesso anno ha realizzato il suo album d'esordio, vs Head vs Hearts, per l'Universal Music Group.
Nel 2014 ha inciso una cover del brano Never Tear Us Apart degli INXS, interpretato all'interno di uno spot pubblicitario del quale è stata protagonista, e nello stesso anno ha duettato con i Flight Facilities nel singolo Two Bodies.
Ha pubblicato il suo secondo album, Supercry, nel 2016, supportando nello stesso periodo Sam Smith aprendo i concerti del suo tour in Oceania.

## Discografia

### Album in studio
- 2013 – vs Head vs Heart
- 2016 – Supercry
- 2018 – Lilac Everything: A Project by Emma Louise

### EP
- 2011 – Full Hearts and Empty Rooms

### Singoli
- 2011 – Jungle
- 2012 – Boy
- 2013 – Freedom
- 2014 – Two Bodies (feat. Flight Facilities)
- 2015 – Underflow
- 2016 – Talk Baby Talk
- 2016 – West End Kids
- 2018 – Wish You Well
- 2018 – Mexico
- 2018 – Falling Apart